# Neverwinter Nights: Shadows of Undrentide
Neverwinter Nights: Shadows of Undrentide è la prima espansione del famoso videogioco di ruolo Neverwinter Nights, pubblicata nel 2003.

## Trama
La trama è totalmente slegata da quella del gioco base, le due campagne si svolgono infatti quasi contemporaneamente. L'eroe comincia il suo cammino in un villaggio, allievo di un ex arpista che si occupa dell'addestramento di futuri avventurieri. Ben presto l'accademia verrà attaccata e il protagonista dovrà mettersi in viaggio per fermare la minaccia, arrivando fino alle rovine di Netheril.

## Modalità di gioco
L'espansione aggiunge diversi nuovi incantesimi, talenti, abilità e tileset per l'Aurora Toolset. Introduce inoltre le Classi di Prestigio, classi avanzate acquisibili dopo aver raggiunto determinati requisiti. Il gioco, slegato dal gioco base, è pensato per personaggi che partano dal primo livello, fino a portarli al livello 15, ed oltre nel caso si facciano tutte le quest opzionali. È comunque possibile importare un personaggio salvato dalla campagna base.